# Mesolite
La mesolite è un minerale, un silicato (tettosilicato) appartenente al gruppo delle zeoliti.
È stato descritto per la prima volta nel 1816 in base ad un ritrovamento avvenuto ad Aci-Castello (frazione Aci -Trezza) sulle isole dei Ciclopi nei pressi di Catania. Il nome deriva dal termine greco "mesos" che significa "in mezzo" per via della sua composizione chimica intermedia fra quella della natrolite e quella della scolecite. È molto difficile distinguere a occhio nudo la mesolite dalla natrolite. Nella mesolite i cristalli hanno un abito più filiforme della natrolite.

## Morfologia
La mesolite forma cristalli raggiati a ciuffo o a grappolo. I cristalli sono fibre sottili le cui facce longitudinali sono difficili da definire anche con una lente d’ingrandimento. Le fibre cristalline molto raramente sono più lunghe di 3 centimetri e sono di larghezza uniforme, separate tra loro. I cristalli si sviluppano come tanti aghi sottili molto fragili e delicati che, se non maneggiati con cura, si rompono facilmente. La mesolite è generalmente di colore bianco ma può essere colorata di rosa o di rosso per la presenza di varie impurità.

## Origine e giacitura
La mesolite di solito si rinviene insieme alla scolecite nei basalti olivinici o mescolata in druse con altre zeoliti nelle zone di formazione basaltica.
Si ritrova in India, nei geodi delle colate basaltiche di Poona, in Islanda, nei fiordi orientali e occidentali, in Nuova Zelanda e nelle isole Föroyar in Danimarca.

## Usi
Minerale d’interesse scientifico e collezionistico.